# Károlyi Gábor
Nagykárolyi gróf Károlyi Gábor István Boldog (Pest, 1841. november 18. – Budapest, 1895. augusztus 31.) magyar liberális politikus.

## Életpályája
Tanulmányait szülővárosában végezte el. 1861–1864 között Svájcban élt édesanyjával, ahol megismerkedett az 1848-as emigráció több tagjával; Kossuth Lajossal is kapcsolatba került. Tibor testvérével külföldi utazást tett Spanyolországban, Portugáliában, Afrikában és Ázsiában. 1866–1870 között Párizsban élt. 1866-ban Klapka György poroszországi légiójának önkéntese volt. 1877–1884 között ismét Párizsban élt. 1884-ig külföldön élt. Hazatérve 1887-ben Székesfehérvár, 1892-ben pedig Cegléd országgyűlési képviselője volt.
Több ízben közvetített az emigráció és a bécsi kormány között. Az első obstrukció egyik megszervezője volt a parlamentben.

## Családja
Szülei: Károlyi György (1802–1877) főispán és Zichy Karolina (1818–1903) voltak. Öt testvére volt: Gyula (1837–1890), Viktor (1839–1888), Tibor (1843–1904), István (1845–1907) és Pálma Teréz (1847–1919). 1869-ben házasságot kötött Major Amáliával (1849-1892).